# Macon County (Missouri)
Das Macon County ist ein County im US-amerikanischen Bundesstaat Missouri. Im Jahr 2020 hatte das County 15.209 Einwohner und eine Bevölkerungsdichte von 7,3 Einwohnern pro Quadratkilometer. Der Verwaltungssitz (County Seat) ist Macon.

## Geografie
Das County liegt im mittleren Norden von Missouri. Es hat eine Fläche von 2104 Quadratkilometern, wovon 23 Quadratkilometer Wasserfläche sind. An das Macon County grenzen folgende Nachbarcountys:
|                 | Adair County    | Knox County   |
| Linn County     |                 | Shelby County |
| Chariton County | Randolph County |               |

## Geschichte

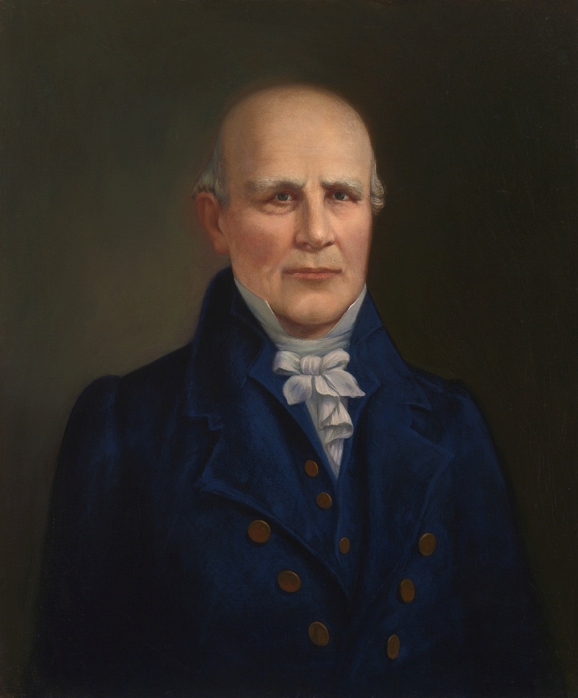
Macon

Das Macon County wurde 1837 gebildet. Benannt wurde es, wie auch die Stadt Macon, nach Nathaniel Macon, einem Mitglied im Kongress der Vereinigten Staaten und US-Senator von North Carolina.

## Demografische Daten
Nach der Volkszählung im Jahr 2010 lebten im Macon County 15.566 Menschen in 6348 Haushalten. Die Bevölkerungsdichte betrug 7,5 Einwohner pro Quadratkilometer. In den 6348 Haushalten lebten statistisch je 2,34 Personen.
Ethnisch betrachtet setzte sich die Bevölkerung zusammen aus 95,2 Prozent Weißen, 2,5 Prozent Afroamerikanern, 0,3 Prozent amerikanischen Ureinwohnern, 0,5 Prozent Asiaten sowie aus anderen ethnischen Gruppen; 1,6 Prozent stammten von zwei oder mehr Ethnien ab. Unabhängig von der ethnischen Zugehörigkeit waren 1,0 Prozent der Bevölkerung spanischer oder lateinamerikanischer Abstammung.
23,7 Prozent der Bevölkerung waren unter 18 Jahre alt, 56,0 Prozent waren zwischen 18 und 64 und 20,3 Prozent waren 65 Jahre oder älter. 51,0 Prozent der Bevölkerung war weiblich.

Das jährliche Durchschnittseinkommen eines Haushalts lag bei 36.429 USD. Das Pro-Kopf-Einkommen betrug 18.411 USD. 14,8 Prozent der Einwohner lebten unterhalb der Armutsgrenze.

## Ortschaften im Macon County
Citys
| - Atlanta - Bevier - Callao | - Elmer - Ethel - La Plata | - Macon - New Cambria - South Gifford |

Unincorporated Communities
| - Anabel - Ardmore - Axtell - Barnesville - Binkley - Bloomington | - Cardy - Cash - College Mound - Cox - Economy - Excello | - Gifford - Goldsberry - Hart - Kaseyville - Kellogg - Keota | - Kern - Lingo - Mercyville - Nickellton - Number Eight - Plainview | - Redman - Sue City - Ten Mile - Walnut - Woodville |

## Gliederung
Das Macon County ist in 24 Townships eingeteilt:
| Township              | Einwohner (2010) | FIPS     |
| --------------------- | ---------------- | -------- |
| Bevier Township       | 1190             | 29-05284 |
| Callao Township       | 493              | 29-10504 |
| Chariton Township     | 393              | 29-13240 |
| Drake Township        | 72               | 29-20062 |
| Eagle Township        | 460              | 29-20638 |
| Easley Township       | 180              | 29-20710 |
| Hudson Township       | 6722             | 29-33580 |
| Independence Township | 161              | 29-35018 |

| Township             | Einwohner (2010) | FIPS     |
| -------------------- | ---------------- | -------- |
| Jackson Township     | 99               | 29-35900 |
| Johnston Township    | 40               | 29-37520 |
| La Plata Township    | 1596             | 29-40700 |
| Liberty Township     | 212              | 29-42194 |
| Lingo Township       | 492              | 29-43112 |
| Lyda Township        | 616              | 29-44642 |
| Middle Fork Township | 277              | 29-47810 |
| Morrow Township      | 170              | 29-50114 |

| Township              | Einwohner (2010) | FIPS     |
| --------------------- | ---------------- | -------- |
| Narrows Township      | 400              | 29-51176 |
| Richland Township     | 607              | 29-61508 |
| Round Grove Township  | 350              | 29-63326 |
| Russell Township      | 190              | 29-63686 |
| Ten Mile Township     | 352              | 29-72718 |
| Valley Township       | 139              | 29-75436 |
| Walnut Creek Township | 211              | 29-76822 |
| White Township        | 144              | 29-79270 |